# Mareta-Kolonia Chór
Mareta-Kolonia Chór – jedna z dwunastu dzielnic Kobyłki. Leży w północno-zachodniej części Kobyłki na obszarze zalesionym, przy granicy z Nowym Jankowem.
Składa się z dawnych miejscowości: Mareta i Kolonia Chór.

## Ulice
W granicach Marety-Kolonii Chór znajdują się następujące ulice:
Barbary, Borówkowa, Tytusa Chałubińskiego, Ejtnera, Gospodarcza, Ketlinga, Kępna, Kmicica, Ks. Augustyna Kordeckiego, Krzywa, Longinusa, Marecka, Adama Mickiewicza, Nadmeńska, Niecała, Oleńki, Karola Olszewskiego, Paproci, Bolesława Prusa, Przyjacielska, Tadeusza Rejtana, Marii Skłodowskiej-Curie, Skrzetuskiego, Wołodyjowskiego, Wrzosowa, Ks. Antoniego Zagańczyka, Zagłoby